# 나카가와촌 (지바현 기미쓰군)
나카가와촌(中川村)은 지바현 기미쓰군에 일찍이 존재했던 촌이다. 현재의 소데가우라시 남부에 해당한다.

## 역사
- 1889년 4월 1일 - 정촌제 시행에 의해 모다군 히라오카촌이 성립하였다.
- 1897년 4월 1일 - 모다군이 폐지되어 기미쓰군이 되었다.
- 1955년 2월 11일 - 히라오카촌과 합병해, 히라카와정이 신설되어, 동일 나카가와촌은 폐지되었다.

## 교통

### 철도
- 국철 (→ JR동일본)
  - 구루리선